# Крюденер-Струве Олександр Амандович
Барон Олександр Амандович Крюденер-Струве (24 серпня 1864 — 22 грудня 1953) — російський політик і підприємець, член Державної думи Російської імперії I та III скликань від Московської губернії.

## Життєпис
Син баронеси Аннетти Вільгельміни фон Крюденер (до шлюбу Моріц, 1838-1915) та її першого чоловіка барона Густава фон Крюднера (1829-1869). Усиновлений другим чоловіком матері, видатним інженером Амандом Струве. Батько музикознавця Бориса Струве.
Навчався в Імператорському училищі правознавства. Не закінчивши курсу, отримав згодом інженерну освіту в Німеччині.
З 1886 працював інженером на Коломенському машинобудівному заводі, яким керував його вітчим.
Після смерті Аманда Струве у 1898-1902 - директор-розпорядник заводу, потім у 1903-1910 - член правління.
У 1910 очолив правління новоствореного нафтопромислового товариства «Чаркен», яке видобувало і переробляло нафту на острові Челекен (нині Туркменістан).
З 1894 - голосний Коломенського повітового і Московського губернського земських зборів, в 1902-1905 - коломенський повітовий ватажок дворянства. Був делегатом першого та другого з'їздів партії «Союз 17 жовтня», з 1908 — член її Центрального комітету. Депутат Державної Думи першого та третього скликань, входив до парламентської фракції Союзу 17 жовтня.
Після жовтневої революції взяв участь у Білому русі. Командування Північно-західного корпусу у 1918, командування Північно-західної армії у 1919 призначали його цивільним губернатором Пскова.
Надалі прожив близько чверті століття в Берліні.
У 1946 переїхав до Франції, де залишався до кінця життя.

## Родина
- Перша дружина - Олена, до шлюбу Гюлькевич (1871-?)
- Друга дружина - Катерина Лідія, до шлюбу фон Струве (1876, Москва - 1929, Ленінград), дочка Густава Єгоровича фон Струве (брата прийомного батька чоловіка) та Ольги, до шлюбу фон Дрізен (Driesen).
  - Син - Борис (1897-1947)
  - Син - Георгій (1899-? )
  - Син - Димитрій (1903-1937), був заарештований за звинуваченням у контрреволюції, пізніше - засуджений до ВМН і розстріляний[1][2]
  - Син - Олександр (1903-? )

### Рекомендовані джерела
- Державна дума Російської імперії: 1906-1917 . / Б. Ю. Іванов, А. А. Комзолова, І. С. Ряховська. - М. .: РОССПЕН, 2008. - С. 582.
- Боїович М. М. Члени Державної думи (Портрети та біографії). Перше скликання . - М., 1906. - С. 191.
- Перша Державна Дума. Алфавітний список та докладні біографії та характеристики членів Державної Думи. - М. .: Тип. Товариства І. Д. Ситіна, 1906. - 175 с.
- Державна Дума першого призову. Портрети, короткі біографії та характеристики депутатів. - М. .: "Відродження", 1906. - C. 112.
- Боїович М. М. Члени Державної думи (Портрети та біографії). Третє скликання . - М. .: Тип. Товариства І. Д. Ситіна, 1909. - С. 185.
- 3-й скликання Державної Думи: портрети, біографії, автографи. - СПб. : видання Н. Н. Ольшанського, 1910. - Табл. 27.
- Німці Росії. Енциклопедія. - Т. 1-4. - М., 1999-2006.
- РДІА . - Ф. 1278. - Оп. 1 (1-е скликання). - Д. 53. - Л. 38; Оп. 9. - Д. 405; Ф. 1327. - Оп. 1. 1905 рік. - Д. 141. - Л. 20.